# Strömningsmekanik
Strömningsmekanik (strömningslära, fluidmekanik, fluiddynamik), fysikalisk vetenskap som studerar fluiders rörelse samt hur fluiden påverkar andra fluider eller solider. Strömningsmekanik är härledd från klassisk mekanik anpassad till ett system och dess omgivning. 

## Mekaniska lagar
Strömningsmekaniken utgår från ett antal mekaniska grundlagar:
- Massan konserveras vilket leder till att:

{\displaystyle {dm \over dt}=0}
- Krafter på system leder till en acceleration:

{\displaystyle \mathbf {F} =m\cdot \mathbf {a} =m{d\mathbf {v}  \over dt}}
- Ett vridmoment leder till rotation:

{\displaystyle \mathbf {M} ={d\mathbf {H}  \over dt}={d(\mathbf {r} \times \mathbf {v} ) \over dt}}
- Om värme (dQ) läggs till systemet eller om arbete (dW) utförs av systemet så ändras systemets energi enligt termodynamikens första huvudsats:

{\displaystyle {dE \over dt}={dQ \over dt}-{dW \over dt}}

## Betraktelsesätt
För att beskriva en fluids rörelse kan man antingen studera ett område, en kontrollvolym, för att få reda på in- och utflödet ur kontrollvolymen och på så sätt få en uppskattning om flödet (så kallat Lagrangeskt betraktelsesätt) eller så kan man krympa kontrollvolymen så att man istället studerar flödet i varje punkt p(x,y,z,t) (så kallat Eulerskt betraktelsesätt). Vid Lagrangeskt betraktelsesätt används ekvationer på integralform; exempelvis Reynolds transportteorem. Detta går inte vid Eulerskt betraktelsesätt eftersom man studerar infinitesimala regioner av ett flöde. Då måste man använda sig av differentialekvationer; exempelvis Navier-Stokes ekvationer. 

## Flödestyp
En fluids viskositet har avgörande betydelse för strömningens karaktär. Vid enklare beräkningar kan viskositetens inflytande försummas men oftast måste den tas i beaktande. Viskositeten gör fluiden instabil vilket leder oss till ett av de mest centrala områdena inom strömningsmekaniken, nämligen turbulens. En fluid kan antingen strömma laminärt, det vill säga rätlinjigt, eller turbulent, det vill säga oordnat. 
Den irländske ingenjören Osborne Reynolds studerade hur fluider strömmar i raka rör och kom fram till ett dimensionslöst tal kallat Reynolds tal (Re) som just beskriver om fluiden strömmar laminärt eller turbulent. Den kritiska punkten vid rörströmning inträffar då Reynolds tal är runt 2300. Under denna punkt beräknas fluiden strömma laminärt och över den, turbulent.

## Krafter på fluidelement
Ett fluidelement utsätts av två krafter; masskrafter och ytkrafter. Masskrafterna uppkommer av gravitation, magnetism eller elektrisk potential. Den vanligast förekommande masskraften är gravitation. Ytkrafter sker på grund av skjuvspänning av kontrollytan och är summan av det hydrostatiska trycket samt viskösa spänningar.

## Användning
I naturen är turbulenta flöden vanligast, vilket också är anledningen till att det forskas mycket kring turbulens. Inom aerodynamiken vill man bland annat minska luftmotståndet till exempel mot en bil. Man försöker se till att omslaget mellan laminär och turbulent strömning sker så långt bak som möjligt, eftersom den turbulenta strömningen (och eventuell avlösning) ökar friktionsmotståndet. Samma fenomen studeras inom hydrodynamik där man istället vill minska turbulensen kring ett fartygsskrov. Inom meteorologi studerar man luftströmmar för att förutspå vädret. Detta är dock svårt att göra på sikt eftersom små förändringar i turbulenta flöden skapar stora förändringar enligt kaosteorin. Strömningsmekanik används även inom akustiken för att beräkna hur ljudvågor rör sig.

### Dimensionslösa tal
- Froudes tal
- Knudsens tal
- Mach
- Prandtls tal
- Reynolds tal
- Richardsons tal
- Skrovlighetens reynoldstal
- Strouhals tal

### Ekvationer
- Bernoullis ekvation
- Darcy-Weisbachs ekvation
- Energiekvationen
- Impulssatsen
- Impulsmomentsatsen
- Kontinuitetsekvationen
- Navier-Stokes ekvationer
- Reynolds transportteorem
- Rörelseekvationerna

### Tillämpningar
- Flödesmätning
- Kanalströmning
- Rörströmning